# Orde de l'Anunciació de Santa Maria
L'Orde de l'Anunciació de Santa Maria o de les monges Anunciates (en llatí Ordo de Annuntiatione Beatae Mariae Virginis) és un orde monàstic de monges de vots solemnes, fundat per santa Joana de Valois i Gabriel Maria Nicolas en 1502. Les monges d'aquest orde posposen al seu nom les sigles O. Ann. M.

## Història
Filla de Lluís XI de França i de Carlota de Savoia, Joana de Valois va casar-se en 1476 amb el seu cosí Lluís d'Orleans: l'espòs, rei en 1498 com a Lluís XII de França, va obtenir del papa Alexandre VI l'anul·lació del matrimoni; Joana va obtenir el títol de duquessa de Berry i es retirà a Bourges, on feia una vida de molta devoció.

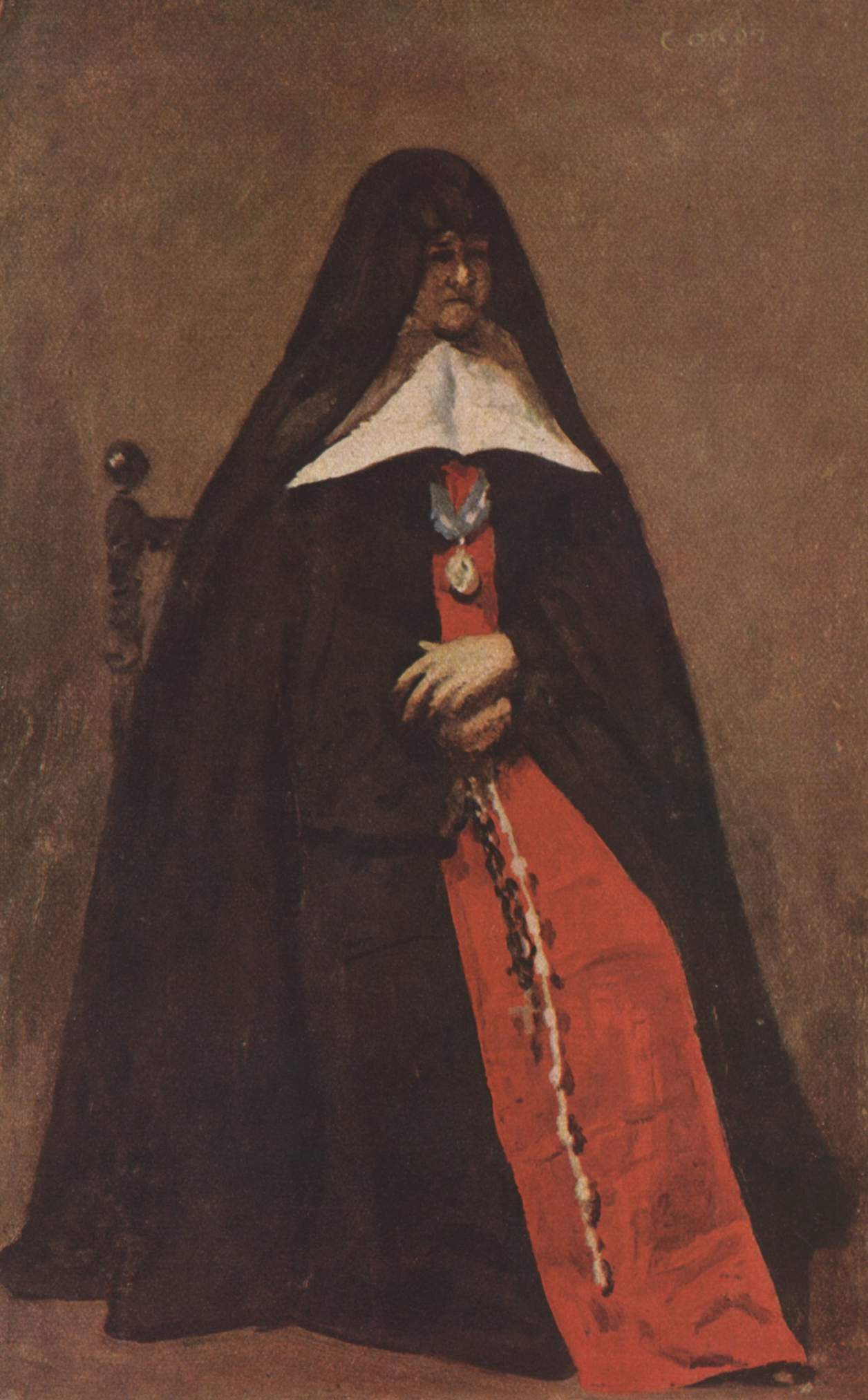
Monja anunciata, per Jean-Baptiste-Camille Corot, 1852, mostrant l'hàbit tradicional de l'orde.

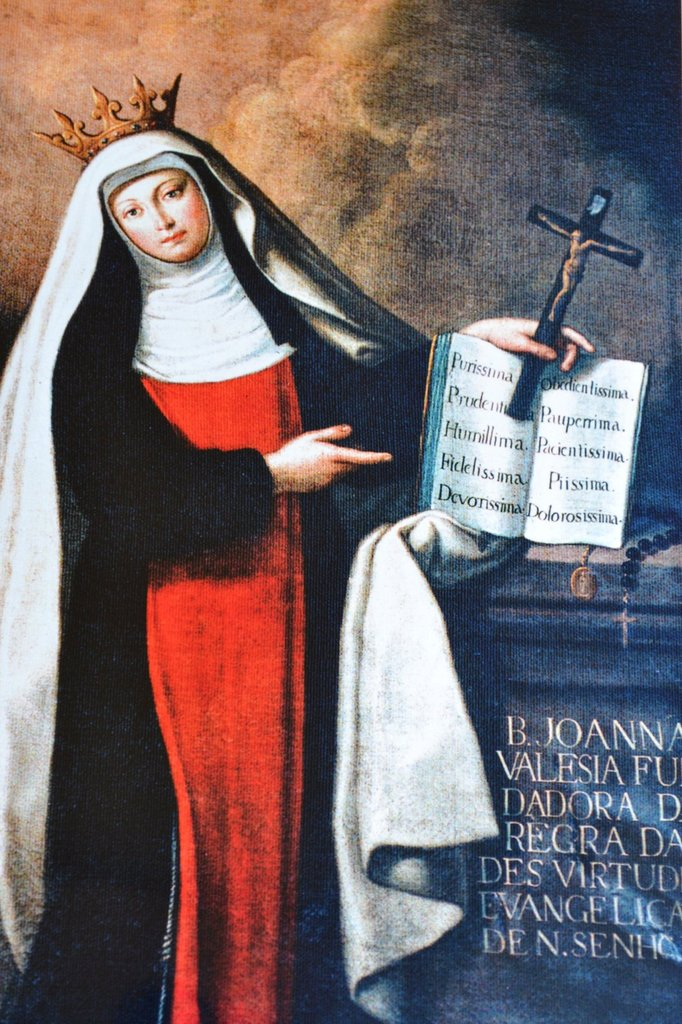
Pintura del s. XVIII, a Portugal, amb Santa Joana de França, fundadora de l'orde, amb l'hàbit de les anunciates.

Aconsellada pel frare franciscà observant Gabriel Maria Nicolas (Gilbert Nicolas, 1462-1532, beat i cofundador de l'orde), va decidir de fundar un nou orde monàstic femení, d'espiritualitat franciscans i dedicat a la Mare de Déu. La fundadora considerava que l'orde serviria perquè "a la terra, cadascuna de nosaltres, ben conscient de les seves deficiències, esdevingui conforme a la vida de la Mare de Déu, per honorar Déu i per la salvació del món". Amb l'ajut de Gabriel Maria, va obtenir l'aprovació del projecte per Alexandre VI, en 1501, i les cinc primeres novícies van fer els vots al nou orde el 20 d'octubre de 1502, any que el papa n'aprovà la regla. La fundació va ser aprovada pel rei Lluís XII amb cartes del 3 de desembre de 1503.
La regla, redactada pel pare Gabriel Maria, es basa en les deus virtuts associades a la Mare de Déu tal com apareixen als evangelis: puresa, prudència, humilitat, fe, lloança, obediència, pobresa, paciència, caritat i compassió. Aquestes són les virtuts que també han de conrear les monges de l'orde, imitant així Maria.
Va tenir una ràpida difusió a França i els Països Baixos fins al segle xvii, quan s'aturà a causa de les guerres de religió que al final del segle precedent van assolar França. Abans de la Revolució francesa les anunciates tenien 54 monestirs a França, Bèlgica, Països Baixos i Alemanya, però els fets revolucionaris van acabar amb l'orde.
En 1816 es va restaurar el monestir de Vilanuèva d'Òlt i en 1819 el de Boulogne-sur-Mer, on també van oferir ensenyament. En 1903, però, l'orde torna a ser suprimit i les monges de Boulogne marxen a Anglaterra; fins al 1926 no s'obrirà una casa a França, a Thiais (Val-de-Marne), on aniran les monges d'Anglaterra en 1976. Aquesta comunitat va fundar les de Brucourt (Calvados), Peyruis (Alps de l'Alta Provença), Saint-Doulchard (Cher) i Menton (Alps Marítims).
A Bèlgica, els ordes contemplatius també van ser suprimits en 1784: per evitar la dispersió, les anunciates de Tirlemont van obrir una escola i, durant el segle xix, van fundar dos monestir més. Per manca de vocacions, especialment després de la Segona Guerra Mundial, els tres monestirs belgues es van reagrupar a Merksem en 1965 i en 1970 es van traslladar a Westmalle. D'aquestes comunitats, en 1787 van sorgir les anunciates apostòliques, fundades per l'abat Pierre-Jacques de Clerck i que, amb l'espiritualitat de Joana de França, van estendre's pel Zaire, Burundi, Camerun, Guatemala i França.

## Activitat i difusió
Les anunciates són un orde monàstic de clausura, dedicat a la vida i la pregària contemplativa. En acabar 2006 l'orde tenia 84 monges i novícies en nou monestirs: sis a França (Villeneuve-sur-Lot, Thiais, Brucourt, Peyruis, Saint-Doulchard i Menton); un a Bèlgica (Westmalle); un a Polònia (Lichen) i un a Costa Rica (Alajuela). Els laics que volen seguir l'espiritualitat de l'orde ho fan a la Fraternitat de l'Anunciació, fundada com a orde tercer i amb el nom d'Orde de la Pau en 1517, a instància del pare Gabriel Maria i seguint els desitjos de la santa fundadora.